# Vlekkeelmuisspecht
De vlekkeelmuisspecht (Certhiasomus stictolaemus)  is een zangvogel uit de familie Furnariidae (ovenvogels).

## Verspreiding en leefgebied
De vlekkeelmuisspecht komt voor in het Amazonegebied. Zijn natuurlijke habitat bestaat uit subtropische en tropische vochtige laaglandbossen. Er worden drie ondersoorten onderscheiden:
- C. s. clarior: Frans-Guyana en NO-Brazilië.
- C. s. secundus: van Z-Colombia en Z-Venezuela tot O-Ecuador, O-Peru en NW-Brazilië.
- C. s. stictolaemus: C-Brazilië.

## Status
De grootte van de populatie is niet gekwantificeerd maar de soort wordt omschreven als schaars met een versnipperde verspreiding. Op de Rode lijst van de IUCN heeft deze soort de status niet bedreigd.